# Тассуатська сільська адміністрація
Тассуа́тська сільська адміністрація (каз. Тассуат ауылдық әкімдігі, рос. Тассуатская сельская администрация) — адміністративна одиниця у складі Жаркаїнського району Акмолинської області Казахстану. Адміністративний центр та єдиний населений пункт — село Тассуат.
Населення — 236 осіб (2021; 376 у 2009, 623 у 1999, 643 у 1989).
Станом на 1989 рік існували Братолюбовська сільська рада (села Братолюбовка, Любіцьке) та Тассуатська сільська рада (село Тассуат). 1993 року сільради утворили Далабайський сільський округ. 2000 року зі складу Далабайського сільського округу виділено Тассуатський сільський округ. 2013 року Тассуатський сільський округ перетворено в сільську адміністрацію.